# Дон Симпсън
Доналд Кларънс Симпсън (на английски: Donald Clarence Simpson) е американски филмов продуцент, станал известен с продуцирането на филми като Флашданс, Ченгето от Бевърли Хилс, Топ Гън и Скалата.
Дон Симпсън е роден в Сиатъл, щат Вашингтон, и израства в Анкоридж, Аляска. Завършва Университета на Орегон.
През 1985 и 1988 г., той и неговия партньор, Джери Брукхаймър, са обявени за продуценти на годината от Националната асоциация на собствениците на киносалони в САЩ.
Симпсън е намерен мъртъв в дома си в Лос Анджелис. Причина за смъртта е сърдечен удар, причинен от „Комбинирана лекарствена интоксикация“ (CDI).
Последния филм, в чието създаване участва – „Скалата“, завършва с посвещение в памет на Симпсън.

## Филмография
- Флашданс (1983)
- Ченгето от Бевърли Хилс (1984)
- Thief of Hearts (1984)
- Топ Гън (1986)
- Ченгето от Бевърли Хилс 2 (1987)
- Дни на грохот (1990)
- Лоши момчета (1995)
- Аленият прилив (1995)
- Опасни мисли (1995)
- Скалата (1996)